# BNP Paribas Arbitrage
BNP Paribas Arbitrage (BNPPA) est une filiale boursière de BNP Paribas SA qui a vu le jour en 1994. Elle gère l’activité de trading pour BNP Paribas SA sur les produits dérivés en utilisant les ressources que la société mère lui alloue chaque année. Elle change de nom en décembre 2023 pour se nommer BNP Paribas Financial Markets

## Activités
Son client principal est BNP Paribas SA. En effet, le statut de BNPPA ne lui permet pas d’avoir un rôle d’intermédiaire (ou de courtier) sur les marchés. Les clients finaux sont en contact avec la société mère et cette dernière se retourne vers BNPPA pour traiter sur les marchés. Le risque de marché est donc pris en charge par BNPPA mais le risque de contrepartie (et donc la notation) correspond à celui de BNP Paribas SA.
En plus de ses activités de trading sur comptes propres, BNPPA est la plateforme Back Office et comptabilité du groupe au niveau mondial.

## Bilan annuel
En 2015, BNP Paribas Arbitrage SNC avait un total bilan de 222 milliards d'euros et un total hors-bilan de 2 milliards d'euros qui inclut des risques dérivées.
En 2015, BNP Paribas Arbitrage avait 938 salariés avec un salaire moyen de 332 711 €  (119 538 000 + 192 545 000) / 938 (bruts annuels incl. bonus et cotisations sociales) 

## Critiques
Le 11 mars 2017, les Echos a publié un article sur une transaction erronée (mistrade ou fat-finger error) de plus de 163 millions d’euros et pour laquelle la BNP Paribas Arbitrage serait impliquée. La banque aurait vendu des titres pour une valeur de 326 400 euros à Armin S. et BNP aurait ensuite estimé la transaction à 163 millions d’euros. Plusieurs jours se seraient écoulés avant que la banque ne relève l’erreur, pendant lesquels elle aurait même encore une fois confirmé le prix initial. D’après le magazine, la réglementation en matière de transaction erronée ne permet une annulation de la transaction que jusqu’au lendemain, L'erreur n'a pas été détectée parce que BNP a oublié à comptabiliser plus de 8000 transactions qu’il a fait pendant toute une semaine ,.